# Astragalus concinnus
Astragalus concinnus är en ärtväxtart som beskrevs av Aleksandr Andrejevitj Bunge. Astragalus concinnus ingår i släktet vedlar, och familjen ärtväxter. Inga underarter finns listade i Catalogue of Life.